# Hệ thống phân loại trò chơi điện tử
Hệ thống phân loại trò chơi điện tử là một hệ thống sử dụng để phân loại video game thành các nhóm phù hợp có liên quan (phân hạng). Hầu hết hệ thống có liên quan và/hoặc được tài trợ bởi chính phủ, và đôi khi là một phần của hệ thống phân loại phim địa phương. Ích lợi của việc phân loại như vậy bắt nguồn từ các nghiên cứu và công bố phát hiện rằng 90% thanh thiếu niên cho rằng cha mẹ của họ "không bao giờ" kiểm tra phân hạng trước khi cho phép họ thuê hoặc mua video game, và như vậy hệ thống mới đã được thực hiện để "sửa chữa" hệ thống đánh giá hiện hành. Hệ thống phân loại nội dung trò chơi điện tử có thể được sử dụng làm cơ sở cho quy phạm pháp luật về bán các video game cho trẻ vị thành niên, chẳng hạn như tại Úc. Kiểm tra và phê duyệt phân hạng là một phần của việc nội địa hóa trò chơi khi chúng đang được chuẩn bị để phân phối tại các quốc gia hoặc địa phương khác. Hệ thống phân loại cũng đã được sử dụng bởi các cửa hạng để tự nguyện hạn chế doanh số bán hàng của các video game, chẳng hạn như loại bỏ tất cả các trò chơi phân hạng 17+ của USK sau vụ nổ súng ở trường Winnenden của nhà bán lẻ Đức Galeria Kaufhof.
| Quốc gia                          | Tổ chức            | 1                  | 2                  | 3                  | 4                  | 5                  | 6                  | 7                  | 8                  | 9                  | 10                 | 11                 | 12           | 13           | 14           | 15           | 16           | 17           | 18+      | Khác     |
| --------------------------------- | ------------------ | ------------------ | ------------------ | ------------------ | ------------------ | ------------------ | ------------------ | ------------------ | ------------------ | ------------------ | ------------------ | ------------------ | ------------ | ------------ | ------------ | ------------ | ------------ | ------------ | -------- | -------- |
| Argentina                         | INCAA              | ATP                | ATP                | ATP                | ATP                | ATP                | ATP                | ATP                | ATP                | ATP                | ATP                | ATP                | ATP          | +13          | +13          | +13          | +16          | +16          | +18      | N/A      |
| Australia                         | ACB                | G                  | G                  | G                  | G                  | G                  | G                  | G                  | PG                 | PG                 | PG                 | PG                 | PG           | PG           | PG           | M            | M            | M            | R18+     | RC       |
| Australia                         | ACB                | G                  | G                  | G                  | G                  | G                  | G                  | G                  | PG                 | PG                 | PG                 | PG                 | PG           | PG           | PG           | MA15+        |              |              | R18+     | RC       |
| Brasil                            | DJCTQ              | L                  | L                  | L                  | L                  | L                  | L                  | L                  | L                  | L                  | 10                 | 10                 | 12           | 12           | 14           | 14           | 16           | 16           | 18       | 18       |
| Trung Hoa Dân Quốc                | GSRR               | 普通 (G)           | 普通 (G)           | 普通 (G)           | 普通 (G)           | 普通 (G)           | 保護 (P)           | 保護 (P)           | 保護 (P)           | 保護 (P)           | 保護 (P)           | 保護 (P)           | 輔12 (PG 12) | 輔12 (PG 12) | 輔12 (PG 12) | 輔15 (PG 15) | 輔15 (PG 15) | 輔15 (PG 15) | 限制 (R) | không rõ |
| Liên minh châu Âu/ Israel/ Canada | PEGI               |                    |                    | 3                  | 3                  | 3                  | 3                  | 7                  | 7                  | 7                  | 7                  | 7                  | 12           | 12           | 12           | 12           | 16           | 16           | 18       | 18       |
| Phần Lan                          | KAVI               |                    |                    | 3+                 | 3+                 | 3+                 | 3+                 | 7+                 | 7+                 | 7+                 | 7+                 | 7+                 | 12+          | 12+          | 12+          | 12+          | 16+          | 16+          | 18+      | 18+      |
| Đức                               | USK                | 0                  | 0                  | 0                  | 0                  | 0                  | 6                  | 6                  | 6                  | 6                  | 6                  | 6                  | 12           | 12           | 12           | 12           | 16           | 16           | 18       | 18       |
| Iran                              | ESRA               |                    |                    | +3                 | +3                 | +3                 | +3                 | +7                 | +7                 | +7                 | +7                 | +7                 | +12          | +12          | +12          | +15          | +15          | +15          | +18      | +18      |
| Nhật Bản                          | CERO               | 教育・データベース | 教育・データベース | 教育・データベース | 教育・データベース | 教育・データベース | 教育・データベース | 教育・データベース | 教育・データベース | 教育・データベース | 教育・データベース | 教育・データベース | B            | B            | B            | C            | C            | D            | Z        | Z        |
| Nhật Bản                          | CERO               | A                  |                    |                    |                    |                    |                    |                    |                    |                    |                    |                    | B            | B            | B            | C            | C            | D            | Z        | Z        |
| Nhật Bản                          | EOCS               | 一般作品           | 一般作品           | 一般作品           | 一般作品           | 一般作品           | 一般作品           | 一般作品           | 一般作品           | 一般作品           | 一般作品           | 一般作品           | 12歳以上推奨 | 12歳以上推奨 | 12歳以上推奨 | 15歳以上推奨 | 15歳以上推奨 | 15歳以上推奨 | 18禁     | 18禁     |
| Nhật Bản                          | ETHICS             | 一般向             | 一般向             | 一般向             | 一般向             | 一般向             | 一般向             | 一般向             | 一般向             | 一般向             | 一般向             | 一般向             | 一般向       | 一般向       | 一般向       | R-15         | R-15         | R-15         | 成人向   | 成人向   |
| New Zealand                       | OFLCNZ             | G                  | G                  | G                  | G                  | G                  | G                  | G                  | PG                 | PG                 | PG                 | PG                 | PG           | PG           | PG           | PG           | M            | M            | R18      | R18      |
| New Zealand                       | OFLCNZ             | G                  | G                  | G                  | G                  | G                  | G                  | G                  | PG                 | PG                 | PG                 | PG                 | PG           | R13          | R13          | R13          | R16          | R16          | R18      | R18      |
| Nga                               | Content rating law | 0+                 | 0+                 | 0+                 | 0+                 | 0+                 | 6+                 | 6+                 | 6+                 | 6+                 | 6+                 | 6+                 | 12+          | 12+          | 12+          | 12+          | 16+          | 16+          | 18+      | 18+      |
| Singapore                         | IMDA               | General            | General            | General            | General            | General            | General            | General            | General            | General            | General            | General            | General      | General      | General      | General      | ADV16        | ADV16        | M18      | M18      |
| Hàn Quốc                          | GRB                | ALL                | ALL                | ALL                | ALL                | ALL                | ALL                | ALL                | ALL                | ALL                | ALL                | ALL                | 12           | 12           | 12           | 15           | 15           | 15           | 18       | 18       |
| Hoa Kỳ/ Canada/ México            | ESRB               |                    |                    | EC                 | EC                 | EC                 | E                  | E                  | E                  | E                  | E10+               | E10+               | E10+         | T            | T            | T            | T            | M            | AO       | RP       |

- Xanh xuân : Nhắm đến khách hàng vị thành niên.
- Xanh vôi : Mọi lứa tuổi có thể chơi.
- Vàng : Cần có sự hướng dẫn của phu huynh.
- Cam : Khuyên không dành cho cho khách hàng vị thành niên, nhưng không cấm.
- Đỏ : Hạn chế mua cho một khách hàng vị thành niên trừ khi có người lớn đi kèm.
- Xanh : Hạn chế mua ngoại trừ người lớn.
- Đen : Chỉ dành cho người lớn.
- Xám : Không rõ phân hạng.

Giải thích về phân hạng cụ thể có sẵn trong bài viết tương ứng.